# Jastrzębiec (Grzbiet Kamienicki)
Jastrzębiec (niem. Habichtshŭbel, 798 m n.p.m.) –  wzniesienie w południowo-zachodniej Polsce, w Sudetach Zachodnich, w Górach Izerskich.
Wzniesienie w zachodniej części Grzbietu Kamienickiego Gór Izerskich, na zachód od Rozdroża Izerskiego. Wyrasta z bocznego ramienia, odchodzącego ku południowi od Dłużca.
Zbudowane ze skał metamorficznych – gnejsów i granitognejsów, należących do bloku karkonosko-izerskiego, a ściślej jego północno-zachodniej części - metamorfiku izerskiego.
Cały masyw jest zalesiony.

## Turystyka
Tuż poniżej szczytu, od północy prowadzi szlak turystyczny:
- niebieski - szlak ze Świeradowa przez Sępią Górę na Rozdroże Izerskie, Jastrzębiec, Zimną Przełęcz, Bobrowe Skały, do Rybnicy i dalej